# Ryom Chun-ja
Ryom Chun-Ja (19 de novembro de 1942) é uma ex-jogadora de voleibol da Coreia do Norte que competiu nos Jogos Olímpicos de 1972.
Em 1972, ela fez parte da equipe norte-coreana que conquistou a medalha de bronze no torneio olímpico, no qual atuou em quatro partidas.